# آلن هولوبار
آلن هولوبار (انگلیسی: Allen Holubar؛ ۳ اوت ۱۸۸۸ – ۲۰ نوامبر ۱۹۲۳) یک هنرپیشه، فیلم‌نامه‌نویس و کارگردان اهل ایالات متحده آمریکا بود.
از فیلم‌ها یا برنامه‌های تلویزیونی که وی در آن نقش داشته است می‌توان به ۲۰٬۰۰۰ فرسنگ زیر دریا اشاره کرد.